# Het dak van de walvis
Het dak van de walvis is een Nederlandse dramafilm uit 1982 onder regie van Raúl Ruiz.

## Verhaal
Een Nederlands stel onderzoekt op uitnodiging van een communistische miljonair de taal van twee indianen in Patagonië, wier stam nagenoeg uitgestorven is.

## Rolverdeling
| Acteur                | Personage |
| --------------------- | --------- |
| Willeke van Ammelrooy | Eve       |
| Jean Badin            | Luis      |
| Fernando Bordeu       | Narciso   |
| Herbert Curiel        | Adam      |
| Amber De Grau         | Eden      |